# Great Neck Wildlife Sanctuary
Das Great Neck Wildlife Sanctuary ist ein 219 Acres (0,9 km²) umfassendes Schutzgebiet bei Wareham im Bundesstaat Massachusetts der Vereinigten Staaten. Es wird von der Massachusetts Audubon Society verwaltet.

## Schutzgebiet
Das Schutzgebiet befindet sich unmittelbar an der Buzzards Bay und ist mit nahezu seiner gesamten Ausdehnung als sehr wichtiger Lebensraum für in Massachusetts bedrohte Arten eingetragen. Die Massachusetts Audubon Society arbeitet daher mit weiteren Organisationen und Privatleuten zusammen, um dieses Gebiet auch weiterhin zu erhalten. Zugänglich sind jedoch nur die von ihr betreuten Bereiche, durch die insgesamt 4 mi (6,4 km) Wanderwege entlang alter Karrenwege und Wildwechsel führen. Besonders häufig können Virginia-Uhus, Fischadler und Reiher beobachtet werden.